# Vaquer petit
El vaquer petit (Molothrus armenti) és un ocell de la família dels ictèrids (Icteridae).

## Hàbitat i distribució
Habita matolls, terres de conreu i boscos de ribera de les terres baixes de la zona central de la costa de Colòmbia.